# Vittorino Cannavina
Vittorino Giuseppe Cannavina (Campobasso, 27 febbraio 1861 – Campobasso, 1º marzo 1926) è stato un commediografo e politico italiano.
Figlio di Leopoldo, massone, fu Senatore del Regno d'Italia dopo essere stato più volte Deputato.
Fu Sindaco di Campobasso dal 1902 al 1906.